# BIJ1
Il BIJ1 è un partito politico nederlandese fondato il 24 dicembre 2016 dall'ex esponente del DENK Sylvana Simons, e improntato alla difesa degli interessi e dei diritti delle minoranze.

## Risultati elettorali
| Elezione         | Voti   | Seggi   |
| ---------------- | ------ | ------- |
| Legislative 2017 | 28.700 | 0 / 150 |
| Legislative 2021 | 87.238 | 1 / 150 |
| Legislative 2023 | 44 253 | 0 / 150 |